# تیم ملی فوتبال زیر ۲۱ سال آلمان
تیم ملی فوتبال زیر ۲۱ سال آلمان (به آلمانی: Deutsche Fußballnationalmannschaft (U-21-Männer)) نماینده کشور آلمان در مسابقات قهرمانی اروپا و رقابت‌های مقدماتی قاره اروپا (یوفا) برای بازی‌های المپیک تابستانی است. این تیم تحت کنترل فدراسیون فوتبال آلمان (Deutscher Fußball-Bund) است که در سال ۱۹۰۰ تأسیس شده‌است. در سال ۱۹۴۹، تیم اصلی و رده‌های سنی آلمان به دو تیم آلمان غربی و آلمان شرقی تقسیم شد که هر دو توسط یوفا و فیفا به رسمیت شناخته شدند تا سال ۱۹۹۰ که دوباره با هم متحد شدند. رکوردهای این دو تیم، با هم ادغام شده‌است.

## حضور در رقابت‌ها
آلمانی‌ها در ۳ دوره از رقابت‌های زیر ۲۳ سال اروپا (فرمت قدیمی رقابت‌ها که تنها ۳ دوره از آن برگزار شد) شرکت کرده و بعد از آن در ۱۵ دوره از مسابقات زیر ۲۱ سال اروپا (فرمت جدید مسابقات) حاضر بوده‌اند که حاصل آن ۳ قهرمانی، ۵ نایب قهرمانی و ۱ عنوان سومی است.
آلمانی‌ها در سال‌های ۱۹۷۲، ۱۹۷۴ و ۱۹۷۶ در رقابت‌های زیر ۲۳ سال اروپا شرکت کردند و بین سال‌های ۱۹۷۸ (اولین دوره) و ۲۰۲۱ (آخرین دوره تا به امروز)، ۱۵ بار در مسابقات زیر ۲۱ سال اروپا حاضر بوده‌اند. همچنین آن‌ها در آخرین دوره این رقابت‌ها (سال ۲۰۲۱) به مقام قهرمانی رسیده‌اند.

## افتخارات

### تیم ملی زیر ۲۳ سالآلمان شرقی
مسابقات فوتبال زیر ۲۳ سال اروپا
- نایب قهرمان(۱بار): ۱۹۷۴

### تیم ملی زیر ۲۱ سالآلمان شرقی
مسابقات فوتبال زیر ۲۱ سال اروپا
- نایب قهرمان(۲بار): ۱۹۷۸ و ۱۹۸۰

### تیم ملی زیر ۲۱ سالآلمانوآلمان غربی
مسابقات فوتبال زیر ۲۱ سال اروپا
- قهرمان(۳بار): ۲۰۰۹، ۲۰۱۷ و ۲۰۲۱
- نایب قهرمان(۲بار): ۱۹۸۲ و ۲۰۱۹
- سومی(۱بار): ۲۰۱۵